# 诺德霍尔茨
诺德霍尔茨（發音：[ˈnɔʁthɔlts]）是德国下萨克森州库克斯港县曾经的一个市镇，面积65.11平方千米，2024年12月31日人口为7,737人。2015年1月1日，诺德霍尔茨与另外7个市镇合并为新市镇武斯特诺德塞屈斯特。